# Alacran tartarus
Alacran tartarus es un escorpión o troglobio de la familia Typhlochactidae, orden Scorpiones. Fue descrito por Francke en 1982. El nombre “Alacran” se le otorgó debido a que en muchas localidades de México es sinónimo de escorpión y “tartarus” deriva de la mitología griega, la cual nombraba así a un profundo abismo usado como una mazmorra para encerrar a los dioses en el inframundo.

## Descripción
Es de hábitos troglobios, es decir, se desarrolla en cuevas únicamente. El dorso es de color café claro, el vientre y las patas de color amarillo pálido; los pedipalpos o tenazas son color naranja-marrón. Margen anterior del carapacho recto, sin surcos o crestas distintas; carece de ocelos; con granulación dispersa y pequeña, moderadamente densa. El esternón es un poco más ancho que largo. El tamaño total va de los 6 a los 7 cm.

## Distribución
Es endémico de México y se ubica en el estado de Oaxaca, dentro del Sótano de San Agustín, en el municipio de Huautla de Jiménez.

## Hábitat
Se encuentra únicamente dentro de cuevas, en un ambiente húmedo, cálido y oscuro.

## Estado de conservación
Se desconoce el estado que guardan las poblaciones de esta especie, al ser organismos troglobios, que sólo pueden desarrollarse en el hábitat (cuevas) donde fueron hallados, resultan sumamente frágiles ante cualquier tipo de alteración.

## Importancia cultural y usos
Ornamental